# Kalangala (quận)
Kalangala là một quận nằm ở phía nam vùng Trung Uganda. Quận này bao trùm toàn bộ quần đảo Ssese nằm trong hồ Victoria và không quản lý phần đất nào trên đất liền. Tương tự như các quận khác ở Uganda, quận được đặt tên theo "thị xã chính" là Kalangala nằm trên đảo Bugala - đảo lớn nhất quần đảo Ssese.

## Vị trí
Quận Kalangala có tọa độ 0°26' vĩ độ nam, 32°15' kinh độ đông. Phía bắc quận Kalangala giáp với quận Mpigi và quận Wakiso, phía đông và đông bắc giáp với Mukono phía nam giáp với Cộng hòa Tazania, phía tây nam giáp với quận Rakai, phía tây giáp với quận Masaka và phía tây bắc giáp với quận Kalungu. Quận lỵ đặt tại Kalangala.

## Địa lý
Quận Kalangala tổng diện tích 9.066,8 km², trong đó chỉ có 432,1 km² đất nổi (chiếm 4,8%), còn lại là diện tích mặt nước. Quận hợp thành từ quần đảo Ssese gồm 84 hòn đảo nằm rải rác ở phần tây bắc hồ Victoria. Trong số này, chỉ có 43 đảo là có người sinh sống. Đảo lớn nhất trong quần đảo là Bugala với diện tích 296 km², chiếm 68,5% tổng diện tích đất của quận.
Quần đảo Ssese gồm hai nhóm đảo chính ở phía tây nam và đông bắc. Nhóm thứ nhất gồm các đảo như Bugala, Bubeke, Bufumira, Bugaba, Bukasa, Buyova, Funve và Serinya; đảo lớn nhất là Bugala. Nhóm thứ hai gồm các đảo như Koome, Damba, Koome và Luwaji; đảo lớn nhất là Koome. Hai nhóm đảo bị phân cách bởi luồng Koome.
Khí hậu quần đảo Ssese mang các đặc trưng khí hậu xích đạo thực sự như nền nhiệt trong năm duy trì ở mức cao từ 24 °C đến 27 °C, mưa nhiều (2.000-2.500 mm), phân bố đều khắp cả năm và đạt cực đại hai lần trong năm vào khoảng tháng 3 và tháng 9, độ ẩm tương đối cao (80%),...

## Sinh thái
Quận có những cánh rừng ngập nước chiếm ưu thế bởi các thực vật thuộc các chi Mitragyna, Alchornea và/hoặc Syzigium. Không có loài ăn thịt lớn ngoài cá sấu.

## Dân cư
Theo kết quả điều tra dân số toàn quốc năm 2002, dân số của quận là 34.800 người. Tốc độ tăng dân số hàng năm ở mức 3,0%. Ước tính dân số quận Kalangala năm 2010 là xấp xỉ 46.500 người. 
| Xu hướng dân số quận Kalangala |        |        |        |        |        |        |        |        |        |
| Năm                            | 2002   | 2003   | 2004   | 2005   | 2006   | 2007   | 2008   | 2009   | 2010   |
| Dân số ước tính (người)        | 36.700 | 37.800 | 38.900 | 40.100 | 41.300 | 42.500 | 43.800 | 45.100 | 46.500 |

Tộc người sống ở đây có ngôn ngữ và văn hóa riêng của mình. Họ chủ yếu làm nghề chài lưới và trồng cà phê, khoai lang, sắn, khoai mỡ và chuối. Đa phần cư dân theo Kitô giáo, trừ một nhóm nhỏ theo Hồi giáo.

## Hoạt động kinh tế
Ba cột trụ của nền kinh tế quận là: ngư nghiệp, du lịch và nông nghiệp. Đa phần dân đảo sống nhờ vào đánh bắt cá và du cư theo đàn cá. Hầu hết hạ tầng dành cho du lịch còn sơ sài mặc dù cơ sở hạ tầng (nhà ở, đường giao thông, thông tin liên lạc, điện, nước) đang được cải thiện chậm chạp. Năm 2012, Lonely Planet xếp quần đảo Ssese vào danh sách những đảo bí ẩn và tốt nhất thế giới.
Công ty BIDCO - một doanh nghiệp tư nhân chế biến dầu cọ ở Jinja - triển khai 130 triệu đô la Mỹ để phát triển đồn điền trồng cọ lấy dầu ở quận Kalangala. Các nông dân trồng cọ theo hợp đồng với BIDCO và bán lại sản phẩm cho nhà máy. Vào năm 2010, nhà máy điện chế biến dầu cọ đi vào hoạt động đồng thời sản xuất được 1,5 MW điện năng. Điện không chỉ đáp ứng nhu cầu của nhà máy mà còn bán cho thị xã Kalangala.
Theo ước tính, tổng đàn vật nuôi của quận đạt 2.999 con gia súc, 250.000 gia cầm (gà, vịt), 1.235 con dê và 7.000 con lợn. Ngoài ra, khai thác gỗ cũng là một loại hình hoạt động kinh tế của quận.